# عدسة داخل العين مثبتة بالقزحية
العدسة المثبتة داخل العين بالقزحية هي عدسة داخل العين تزرعه جراحيًا في العين وتربط بالقزحية. طورت هذه العدسة في الأصل لعلاج انعدام العدسة ثم طورت لتصحيح قصر النظر، ومد البصر (طول النظر) وحرج البصر. وهي مناسبة لتصحيح العيون حيث لا يمكن تطبيق جراحة القرنية الانكسارية.
كانت النماذج المبكرة تخاط على القزحية بغرزة. وقد جعلت طريقة تسمى "تثبيت المخلب" من خياطة القزحية غير ضرورية. تثبت عدسة مخلب القزحية على سطح القزحية الأمامي عن طريق حصر طية من أنسجة القزحية في المخلبين المتقابلين تمامًا للعدسة. تقع مواقع التثبيت في المحيط الأوسط للقزحية، وهي غير متحركة أثناء حركة الحدقة.
عدل التصميم الأصلي للعدسة ثنائية التحدب إلى تصميم محدب مقعر، وتصنعت أنواع مختلفة من العدسات مثل عدسة (Artisan/Verisyse) ولاحقًا طور نموذج قابل للطي (Artiflex)، وهي عدسة مكونة من ثلاث قطع مع بصريات سيليكون ومخالب.